# Renato De Riva
Renato De Riva (Cortina d'Ampezzo, 7 maggio 1937 – Cortina d'Ampezzo, 10 maggio 1983) è stato un pattinatore di velocità su ghiaccio italiano.
Renato ha partecipato:
- Tre Olimpiadi invernali: 1960, 1964 e 1968.
- Nove campionati mondiali completi di pattinaggio di velocità: 1960, 1961, 1962, 1963, 1964, 1965, 1966, 1967 e 1968
- Otto campionati europei completi di pattinaggio di velocità: 1958, 1959, 1961, 1962, 1963, 1965, 1966 e 1967

## Risultati

### Partecipazioni olimpiche
- Squaw Valley 1960
  - 500 m - 39º posto
  - 1.500 m - 27º posto
  - 5.000 m - 26º posto
  - 10.000 m - 14º posto
- Innsbruck 1964
  - 1.500 m - 21º posto
  - 5.000 m - 14º posto
  - 10.000 m - 18º posto
- Grenoble 1968
  - 1.500 m - 34º posto
  - 5.000 m - 26º posto
  - 10.000 m - 19º posto

### Campionati mondiali
- Davos 1960 - 16º posto
- Göteborg 1961 - 30º posto
- Mosca 1962 - 36º posto
- Karuizawa 1963 - 33º posto
- Helsinki 1964 - 23º posto
- Oslo 1965 - 14º posto
- Göteborg 1966 - 28º posto
- Oslo 1967 - 21º posto
- Göteborg 1968 - 22º posto

### Campionati europei
- 1958 - 31º posto
- 1959 - 28º posto
- 1961 - 24º posto
- 1962 - 34º posto
- 1963 - 26º posto
- 1965 - 14º posto
- 1966 - 21º posto
- 1967 - 22º posto